# 日東ベスト
日東ベスト株式会社（にっとうベスト）は、業務用冷凍食品を製造・販売する企業。また、缶詰も製造しており、国産のコンビーフ缶詰を開発したメーカーでもある。川商フーズの「ノザキのコンビーフ」の製造委託先である。本社は山形県寒河江市。

## 概要
創業当時は、農産加工、販売を目的として設立された。業務用冷凍食品業界7位。学校給食として人気の高いチーズクレープ製造販売元。
山形県寒河江市の寒河江工場（1964年竣工）は、まだ駆け出しだった黒川紀章の設計であり、設計料は200万円だった。これがきっかけで、黒川は寒河江市役所庁舎（1967年竣工）の設計も行った。
2008年9月14日放送の『熱血!平成教育学院』の“工場見学”コーナーでは、コンビーフの製造工程が出題されている。

## 沿革
- 1937年 - 日東ベストの前身である「日東食品株式会社」を神奈川県横浜市に設立。横浜工場を横浜市に寒河江工場を寒河江市に建設。
- 1942年 - 「戦時企業整備令」が出され、寒河江工場を山形県合同食品会社に、横浜工場を神奈川県合同食品会社へ、それぞれ合併分離。
- 1948年 - 寒河江工場が山形県合同食品会社より、分離独立し、東京都中央区に「日東食品製造会社」を設立。
- 1949年 - 山形県西村山郡寒河江町（現・寒河江市）に本社移転。
- 1950年 - 国産のコンビーフ缶詰を開発。
- 1994年 - 日東グループ7社が合併し「日東ベスト株式会社」に商号変更。
- 1996年 - 日本証券業協会（現:JASDAQ）に上場。
- 2011年 - 寒河江市からの委託によって学校給食センターを開設。
- 2014年 - 山形市の旧日立工機山形の敷地と建物を買収。山形工場を新設[2]。

## 関連会社

### 連結子会社
- 九州ベストフーズ株式会社
- 関西ベストフーズ株式会社
- 株式会社爽健亭

### 持分法適用関連会社
- 日東アリマン株式会社